# 1845 год в театре
1845 год в театре

## События
- 15 января — в Париже, на сцене театра Ле Пелетье в балете «Гентская красавица» дебютирует детская труппа «Венских танцовщиц» под управлением Жозефины Вайс. Из тридцати шести девочек самой старшей было двенадцать, самой младшей — пять.
- 12 июля — в присутствии королевы Виктории состоялась задуманная по этому поводу премьера «Па-де-катра», своеобразного «танцевального соревнования» балетных звёзд того времени — Марии Тальони, Фанни Черрито, Карлотты Гризи и Люсиль Гран (хореограф Жюль Перро, музыка Цезаря Пуни, Театр Её Величества, Лондон).
- 19 октября 1845 года в Королевском саксонском придворном театре в Дрездене состоялась на мировая премьера оперы Рихарда Вагнера «Тангейзер», где роль «Элизабет» сыграла его племянница Иоганна Яхманн-Вагнер[1].
- В Риме префект полиции запрещает Фанни Эльслер исполнять «Эсмеральду» Жюля Перро вследствие «аморальности» сюжета.

### Постановки
- В Стокгольме, Риме, Дублине и Лиссабоне состоялись премьеры балета «Жизель», впервые представленного в Париже в 1841 году;
- ? — «Драгоценность королевы» (Le Bijou de la reine), комедия в стихах в 1-м акте, первая пьеса Александра Дюма-сына.
- ? — «Кармен и тореадор» (фр. Carmen et son toréro), балет Мариуса Петипа («Театро-дель-сирко[исп.]», Мадрид).
- 11 августа — премьера балета Жозефа Мазилье «Чёрт на четверых[англ.]» (музыка Адольфа Адана с использованием мелодий Михаила Глинки, либретто Адольфа де Лёвена, Мазурка — Карлотта Гризи, Граф Полинский — Люсьен Петипа, Корзинщик и Корзинщица — Жозеф и Мария Мазилье, театр Ле Пелетье, Королевская академия музыки, Париж). Впоследствии спектакль под названиями «Сумбурщица-жена» и «Своенравная жена» неоднократно ставился в России.
- 12 августа — премьера оперы Джузеппе Верди «Альзира» (театр «Сан-Карло», Неаполь).
- 27 сентября — премьера балета Альбера «Мраморная красавица» (музыка Адольфа Адана, либретто Альбера и де Сен-Жоржа, в главных партиях — Адель Дюмилатр[англ.] и Люсьен Петипа, театр «Друри-Лейн», Лондон).
- 19 октября — премьера оперы Рихарда Вагнера «Тангейзер» (под управлением автора, Придворная опера, Дрезден).

## Деятели театра
- 4 октября — на сцене Михайловского театра в роли Сотине в балете «Мельники» дебютировал ученик Театрального училища Тимофей Стуколкин.
- На сцене Малого театра в роли Габриэли в пьесе Эжена Скриба «Девица-отшельница» дебютировала актриса Екатерина Васильева.
- На сцене театра Шереметевых в Кусково дебютировала актриса Надежда Рыкалова.
- Оставила сцену драматическая актриса Александра Каратыгина.

### Родились
- 26 апреля — балерина Большого театра, первая исполнительница партии Одетты-Одиллии в балете «Лебединое озеро» Полина Карпакова.
- 1 июня — французский историк театра и музыковед Адольф Жюльен.
- 12 (24) августа — актриса Малого театра Надежда Никулина.
- 13 ноября — немецкий актёр и театральный режиссёр Ойген Штегеман.
- 24 декабря — оперный певец и антрепренёр Джованни Тальяпьетра.

### Скончались
- 13 марта, Париж — французский драматург, либреттист и историк театра Шарль-Гийом Этьенн.
- 7 октября, Кастеназо близ Болоньи — итальянская оперная певица, жена композитора Джоакино Россини Изабелла Кольбран (род. 1785).
- 25 ноября, Нёйи-сюр-Сен близ Парижа — французский танцовщик, балетмейстер и педагог Луи Милон (род. 1766).